# Ilehole, Chikmagalur
Ilehole là một làng thuộc tehsil Chikmagalur, huyện Chikmagalur, bang Karnataka, Ấn Độ.